# 타이 페닝턴
타이 페닝턴(Ty Pennington, 1964년 10월 19일 ~ )은 미국의 텔레비전 진행자이다. 리얼리티 방송 《당신의 집을 고쳐드립니다》(2003-12)를 진행하였으며, 이를 통해 프라임타임 에미상을 두 차례 수상하였다.

## 출연 작품

### 텔레비전
- 당신의 집을 고쳐드립니다 (2003-12) - 진행
- 지미 키멀 라이브! (2005-11) - 본인